# Кемело Нгуена
Кемело Нгуена (на френски: Kemehlo Nguena) е френски футболист, който играе на поста дефанзивен полузащитник. Състезател на Рига.

## Кариера
На 13 август 2021 г. Нгуена подписва със Славия. Дебютира на 11 септември при равенството 1:1 като гост на ЦСКА (София).

## Успехи
Троа
- Лига 2 (1): 2020/21